# (70679) Urzidil
(70679) Urzidil est un astéroïde de la ceinture principale.

## Description
(70679) Urzidil est un astéroïde de la ceinture principale. Il fut découvert le 30 octobre 1999 à l'Observatoire Kleť par Jana Tichá et Miloš Tichý. Il présente une orbite caractérisée par un demi-grand axe de 2,63 UA, une excentricité de 0,22 et une inclinaison de 4,8° par rapport à l'écliptique.

## Compléments